# فرودگاه کاناس، چین
فرودگاه کانا (به انگلیسی: Kanas Airport) یک فرودگاه همگانی با کد یاتا KJI است . این فرودگاه در کشور چین قرار دارد و در ارتفاع ۱۱۸۸ متری از سطح دریا واقع شده است.

## شرکت‌های هواپیمایی و مقصدهای پروازی
| شرکت‌های هواپیمایی   | مقصدهای پروازی       |
| ------------------- | -------------------- |
| هواپیمایی جنوبی چین | فصلی: اورومچی دیووپو |
| تیانجین ایرلاینز    | اورومچی دیووپو       |